# کاتون ناتی

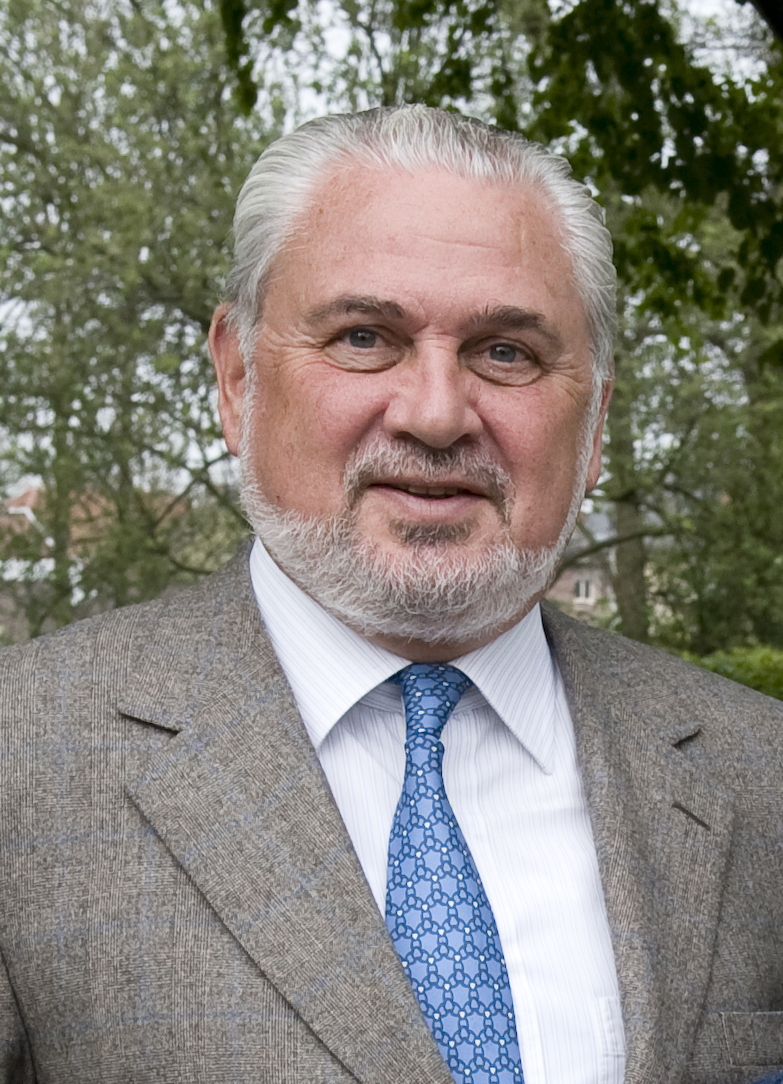
ایشان رییس شرکت کاتون ناتی آقای برایان دکتروز هستند.

کاتون ناتی (انگلیسی: Katoen Natie) شرکت لجستیک بلژیکی است، که در سال ۱۸۵۴ تأسیس شد.